# Барт де Вевер
Барт Альберт Ліліан де Вевер (нід. Bart Albert Liliane De Wever; нар. 21 грудня 1970, Мортсел, провінція Антверпен) — бельгійський політик, лідер націоналістичної партії Новий фламандський альянс. Прем'єр-міністр Бельгії з лютого 2025. Мер Антверпена з 2013 по 2025 рік.

## Життєпис
Навчався у Левенському католицькому університеті, де вивчав історію. Брав участь у написанні нового видання Енциклопедії фламандського руху.
У 2004 році обраний лідером Нового фламандського альянсу; у тому ж році став депутатом фламандського парламенту. У 2007 році був обраний до Палати представників; у 2009 році залишив Палату представників і знову зайняв місце у фламандському парламенті. Під його керівництвом партія отримала 1 102 160 (17,29 %) голосів на виборах до Палати представників (27 мандатів) і 1 268 894 (19,61 %) голосів на виборах до Сенату (9 місць) на виборах 13 червня 2010, ставши найбільшою партією в обох палатах бельгійського парламенту.
У 2008 році порівняв франкомовних жителів Фландрії з іммігрантами з арабських країн і Туреччини, заявивши, що «у Фландрії немає меншин, але є тільки іммігранти».
Після федеральних виборів 2019 року Де Вевер виявив зацікавленість у створенні нового політичного правоцентристського руху. Його мета — зменшити кількість політичних партій у парламенті та перейти до парламенту більш американського та британського типу з фракціями всередині великих партій (за прикладом дуалізму Консервативної та Лейбористської партій, а також Республіканської та Демократичної партій у Великій Британії та США відповідно). Де Вевер висловив бажання залучити виборців CD&V, Open VLD та деяких виборців Vlaams Belang. Йоахім Коенс, лідер CD&V, підтримує цю ідею і стверджує, що це полегшить формування майбутніх урядів.
У листопаді 2020 року він був переобраний лідером N-VA з 96,8 % голосів на новий трирічний мандат. Це зробило де Вевера лідером бельгійської політичної партії, який найдовше перебуває на посаді. У березні 2022 року він заявив під час радіоінтерв'ю, що президент Росії Володимир Путін не припинить вторгнення Росії в Україну, оскільки він є «психопатом» і «божевільним», додавши: «[Путін] сказав: „Я буду давити росіян, які проти мене, як комарів“. Коли я це чув раніше? Думаю, тут, років 70 тому».